# William Lassell
William Lassell (18 de junio de 1799 - 5 de octubre de 1880) fue un fabricante de cerveza británico que destacó como astrónomo aficionado. De formación autodidacta, descubrió con sus telescopios (cuyos espejos fabricó él mismo) las lunas Tritón de Neptuno; y Ariel y Umbriel de Urano.

## Biografía
De profesión cervecero en la ciudad de Liverpool, se interesó por la astronomía como pasatiempo; leyendo los trabajos de William Herschel, tuvo la idea de construirse un telescopio igual o mejor, pero debido a que no se conocía la composición exacta de la mezcla de metales que este utilizaba (secreto que se llevó a la tumba), tuvo que efectuar bastantes pruebas hasta darse cuenta de su fracaso. Enterado de que un noble irlandés, Lord Rosse, había conseguido igualar e incluso mejorar el proceso de fabricación de Herschel hizo que lo invitase a sus talleres y lo visitó en 1844; allí observó la delicada técnica de la fundición y mezcla de metales, el proceso de enfriamiento lento y el pulido mecánico del gigantesco espejo con una máquina de vapor especialmente diseñada para ello.
Ya de regreso a su Liverpool natal, volvió a sus experimentos; inició la construcción de un reflector modesto, de apenas 23 cm de diámetro, que pulió con éxito y dejó completamente listo, instalándolo en Starfield, su observatorio particular (1844).
Al comprobar que un telescopio debía ser, además de ópticamente bueno, plenamente funcional, decidió instalar su espejo sobre una montura ecuatorial del tipo «alemán», tal como había hecho Fraunhofer en el telescopio del observatorio de Dorpat. El telescopio era fácilmente orientable en cualquier dirección, lo que aumentaba sus posibilidades (el instrumento de Lord Rosse estaba instalado rígidamente entre dos muros de mampostería; solo podía seguir un astro durante una hora como máximo, teniendo que esperar 24 horas para volver a estudiarlo).
Durante casi dos años trabajó con el nuevo telescopio, pero pronto comprobó que necesitaba una abertura mayor para conseguir mayor poder de penetración (capacidad para divisar estrellas muy débiles); inició y concluyó con éxito un nuevo espejo metálico de 61 cm que instaló, como el anterior, sobre una práctica montura ecuatorial. Con él pudo estudiar las estrellas, nebulosas (galaxias) e incluso los planetas.
Enterado del descubrimiento de un nuevo planeta (Neptuno), la noche del 23 de septiembre de 1846 decidió estudiarlo a fondo con su potente instrumento; apenas diecisiete días tras el descubrimiento del planeta, tiempo que necesitó para enterarse de la noticia por la prensa, dirigió el telescopio al nuevo planeta y no tardó en descubrir Tritón, el mayor satélite de Neptuno, la noche del 10 de octubre de 1846; no contento con ello, efectuó un minucioso estudio sobre su aspecto, brillo, movimiento y órbita alrededor del planeta.
Animado por el éxito y la fama que le brindó, continuó sus observaciones de Urano, Neptuno y Saturno; en la noche del 18 de septiembre de 1848 atisbó una pequeña lunita en torno a Saturno; fue bautizada como Hiperión, un nuevo satélite del planeta. Días más tarde se enteraría por la prensa de que había sido observado simultáneamente por el astrónomo estadounidense William Cranch Bond; ambos compartieron el descubrimiento.
Este nuevo descubrimiento consolidó definitivamente su vocación, abandonando para siempre cualquier otra ocupación; se volcó en el estudio de los planetas y, de este modo, descubrió Ariel y Umbriel, satélites de Urano, en 1851. En 1854 se mudó a Bradstones, cerca de Liverpool, en donde instaló su nuevo observatorio.
Aunque su instrumento era de excelente calidad, su montura perfectamente capaz de efectuar un seguimiento apropiado durante horas y su método de trabajo muy efectivo, no estaba contento; las pésimas condiciones atmosféricas inglesas, la contaminación lumínica y el clima le impedían trabajar adecuadamente; buscando una ubicación mejor decidió marcharse a la isla de Malta, posesión inglesa en el mar Mediterráneo, a donde se mudó en 1852 junto con su asistente, Albert Marth, más tarde observador y astrónomo.
Malta resultó ser un lugar excelente para observar: cielos puros durante el día y la noche, atmósfera tranquila, cielos transparentes y buenas condiciones astronómicas al estar lejos de cualquier núcleo urbano; sin embargo, pese a su insistencia observacional no pudo localizar nuevos satélites. Después de varios experimentos, con los cuales comprobó el poder de penetración de su telescopio en astros muy débiles, decidió que necesitaba uno de mayor abertura; de este modo, en 1859 encargó la construcción de un espejo de 122 cm de abertura, que se debería transportar por partes a Malta.
En 1861, después del largo viaje hasta la isla, la delicada instalación, acoplamiento de las distintas partes y pulido final pudo instalarlo sobre una montura ecuatorial alemana mejorada, capaz de ser movida fácilmente por una única persona; con ella realizó abundantes observaciones detalladas del planeta Marte, Saturno, Urano y Neptuno así como los satélites planetarios; también estudió varios cometas y el tránsito del planeta Mercurio sobre el disco solar (noviembre de 1868). Al regresar de Malta instaló su observatorio definitivo cerca de Maidenhead. En la Nebulosa de Orión (M42) fue capaz de avistar dos estrellas más en la zona del Trapecio, zona que estudió intensamente durante varios meses.
Por sus estudios (que publicó en diversas revistas internacionales), investigaciones y observaciones astronómicas fue laureado con la medalla de oro de la Real Sociedad Astronómica en 1849, y de la Medalla Real en 1858. Dio a la prensa un artículo (1848) en el que informaba públicamente de sus métodos de tallado y pulido, para que su técnica no se perdiese; también realizó un detallado informe sobre la capacidad de penetración de su instrumento en cuanto a la habilidad para estudiar astros muy débiles.

## Artículos y trabajos
- Observations of satellites of Saturn, (1848), Monthly Notices of the Royal Astronomical Society, Vol. 8, p. 42.
- Description of a machine for polishing specula, (1848), Monthly Notices of the Royal Astronomical Society, Vol. 9, p. 29.
- Observations of Lassell's satellite of Neptune, (1849), Monthly Notices of the Royal Astronomical Society, Vol. 9, p. 103.
- On the transparency of the faint ring of Saturn, (1852), Monthly Notices of the Royal Astronomical Society, Vol. 13, p. 11.
- Observations of the Transit of Mercury, Nov. 4, 1868, (1868), Monthly Notices of the Royal Astronomical Society, Vol. 29, p. 20.
- On the space-penetrating power of Mr. Lassell's 2-foot and 4-foot reflectors, (1877), Monthly Notices of the Royal Astronomical Society, Vol. 37, p. 124.

## Eponimia
- El cráter lunar Lassell lleva este nombre en su memoria.[7]
- El asteroide (2636) Lassell se nombró en su honor.
- El pequeño cráter Lassell de Marte, en la zona de Coprates, recuerda su trabajo sobre este planeta.
- Así mismo, una cresta del satélite Hiperión denominada Bond-Lassell Dorsum también conmemora su nombre, honor compartido con el astrónomo estadounidense George Phillips Bond (1825-1865), codescubridor del satélite.

## Lecturas relacionadas
- Mars and its Satellites, Jürgen Blunck, Exposition Press (1977).
- Historia del Telescopio, Isaac Asimov, Alianza Editorial (1986).
- Buscador NASA ADS (trabajos, artículos y publicaciones).

- Datos: Q110869
- Multimedia: William Lassell / Q110869